# Vụ đánh bom Bangkok 2019
Vào ngày 2 tháng 8 năm 2019, một loạt vụ đánh bom nhỏ xảy ra tại 5 địa điểm trong Vùng đô thị Bangkok. Vị trí các vụ nổ bao gồm Ga Chong Nonsi BTS, gần tháp King Power Mahanakhon, Khu phức hợp chính phủ Chaeng Watthana, Bộ Tư lệnh Lực lượng vũ trang Hoàng gia Thái Lan, và bên trong chi nhánh Miniso; một cửa hàng tiện lợi tại Siam Square One. Các vụ nổ đã gây ra tổng cộng bảy người bị thương.
Cuộc điều tra ban đầu do cảnh sát Thái Lan thực hiện đã báo cáo rằng nghi phạm của phiến quân có liên quan đến cùng một nhóm đã thực hiện vụ tấn công tương tự vào năm 2016. Các vụ đánh bom cũng trùng với thời điểm diễn ra Hội nghị cấp cao ASEAN tại thành phố này.

## Tấn công
Vào ngày 2 tháng 8 năm 2019, lúc 04:45 giờ địa phương Bangkok (UTC+7.00), một quả bom nhỏ phát nổ ở một chi nhánh Miniso, một cửa hàng tiện ích tại trung tâm thương mại Siam Square One, quận Pathum Wan. Quả bom được giấu bên trong búp bê We Bare Bears. Các kệ hàng và hàng hóa trong cửa hàng bị hư hại, không có ai bị thương vì cửa hàng vẫn chưa mở cửa. Camera an ninh sau tiết lộ quả bom được một người đàn ông che mặt, đeo kính cài vào ngày hôm trước. Cửa hàng phải đóng cửa trong hai ngày để bảo trì các kệ hư hỏng.
Vào lúc 07:00 giờ địa phương, bốn quả bom tại Khu phức hợp chính phủ Chaeng Watthana đã được trình báo với đồn cảnh sát địa phương. Hai quả bom đầu tiên được đặt trước lối vào Khu phức hợp chính phủ, trong khi quả bom thứ ba đã phát nổ trước Bộ Tư lệnh Lực lượng vũ trang Hoàng gia Thái Lan. Quả bom thứ tư được vô hiệu hóa thành công bởi EOD tại tòa B của khu phức hợp chính phủ. Không có người chết hoặc bị thương.
Vào lúc 08:00 giờ địa phương, hai quả bom phát nổ trước Ga Chong Nonsi BTS, và lối vào của tháp King Power Mahanakhon, sau đó có báo cáo về một vật thể khả nghi nằm ở phía trước lối vào BTS. Cảnh sát địa phương đã phá hủy thiết bị đánh bom bằng súng nước áp suất cao. Two injuries has been reported, and no death was reported.
Vào lúc 8:50 giờ địa phương, quả bom thứ chín phát nổ tại quận Rama IX 57/1, gây 4 người bị thương và 2 người bị thương nặng.
Hội nghị cấp cao ASEAN đã không bị gián đoạn.